# Almancil
Almancil es una freguesia portuguesa del concelho de Loulé, con 62,69 km² de superficie y 8.795 habitantes (2001). Su densidad de población es de 140,3 hab/km².

## Galería

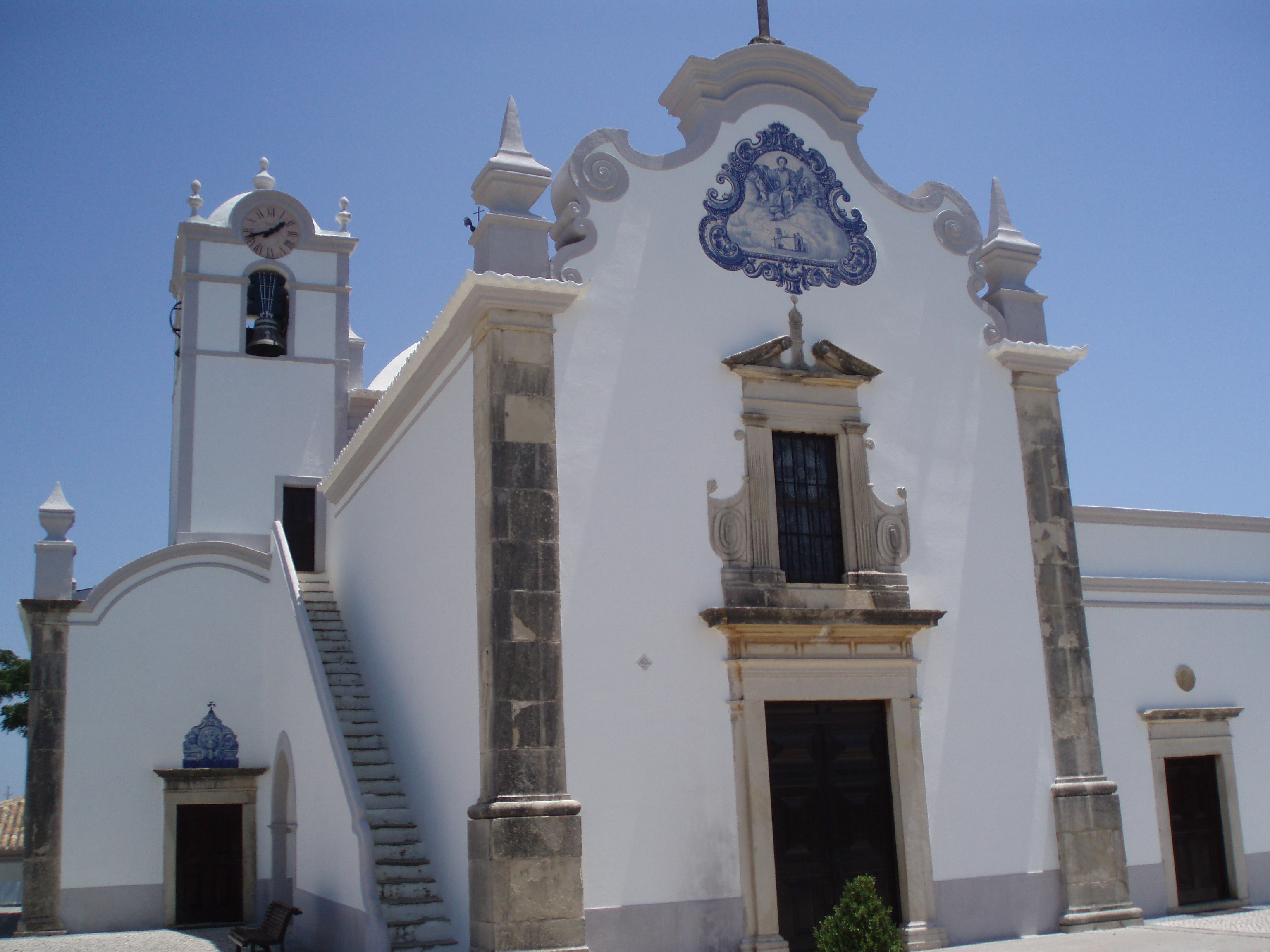
Iglesia de São Lourenço